# Theodore Brunner
Theodore Brunner (Palo Alto, 17 de março de 1985) é um ex-voleibolista indoor e jogador de vôlei de praia estadunidense, no vôlei de praia foi semifinalista em três edições do Campeonatos Mundial de 2021, 2022 e 2023.

## Carreira
Ele cresceu em Ridgefield (Connecticut) e onde começou a praticar o voleibol na Ridgefield High School.Ingressou na Universidade da Califórnia em Santa Bárbara, representou o time de voleibol masculino "Gauchos" de 2004 a 2009
Em 2005, representou a seleção estadunidense juvenil na edição do Campeonato Mundial em Visagapatão e obteve a oitava colocação e em 2010, conquistou o título da Copa Pan-Americana em San Juan (Porto Rico). Na temporada de 2009-10, transferiu-se para o clube grego PAOK Thessaloniki, depois, esteve nos clubes italianos Marmi Lanza Verona (2010-11) e CMC Ravenna (2011-12). Em 2012, foi contratado pelo time alemão Generali Haching e teve o contrato  rescindido após ser diagnosticado com um problema cardíaco que segundo o especialista ele não voltaria a praticar esportes competitivos.
No vôlei de praia iniciou em 2006 com Ben Brockman até 2007, em 2008 esteve com Andrew McGuire, Phil Silva (2008), Derek Olson (2009), Aaron Mansfield (2009 a 2010), Matt Heagy (2009), Jon Mesko (2010), Casey Jennings (2013) no Aberto de Durban, David McKienzie (2013).
Com Nick Lucena terminou em quinto na edição do Campeonato NORCECA em Trinidad e Tobago, depois, competiu em sua primeira temporada AVP em 2013, conquistando o título da etapa de San Diego, onde possui quatro títulos: o Campeonato AVP de 2013, 2016 no Aberto de Seattle,  nas edições de 2018 e 2022, ambas nos Abertos de Hermosa Beach, premiado como Melhor Bloqueador da AVP em 2013 e 2014, 2022 e 2023. Em 2013 a 2014, formou dupla com Todd Rogers, em  2013 conquistaram o décimo sétimo lugar no Gran Slam de Xiamen e bronze no Grand Slam de  Long Beach pelo circuito mundial e em 2014, o título da etapa das Ilhas Cayman e Varadero do circuito NORCECA, quarto lugar em Toluca, 
Ainda em 2014, atuou com John Mayer e obteve o quarto lugar no Aberto de Xiamen, no Aberto de Mangaung  esteve com Nick Lucena, com mquem iniciou 2015, conquistaram o bronze no Grand Slam de São Petersburgo e o quarto lugar no Campeonato Mundial de 2015 em Haia, depois, com Sean Rosenthal obteve o décimo sétimo lugar no Grand Slam de Long Beach, mesmo resultado que obtiveram juntos em 2016 nos Abertos de Maceió e Vitória, e posteriormente esteve com Billy Allen alcançando o nono lugar no Grand Slam de Long Beach e o quarto lugar no Campeonato NORCECA em Trinidad e Tobago.

Em 2017, formou dupla com Casey Patterson e conquistaram o quarto lugar no torneio quatro estrelas do Rio de Janeiro, além do décimo sétimo lugar no Campeonato Mundial de Vienna, conquistaram o nono lugar no Finals de 2017 em Hamburgo. Em 2018, esteve com John Hyden, a dupla obteve como melhores resultados os quintos lugares nos torneios quatro estrelas de Fort Lauderdale e Huntington Beach.No ano de 2019, formou dupla com William Priddy e conquistaram o vice-campeonato no torneio duas estrelas de Kuala Lumpur. Em 2020, disputou o torneio quatro estrelas de Doha com Miles Evans.
Em 2021, jogou com Chaim Schalk conquistando o título do torneio duas estrelas em Rubavu, foram semifinalistas no Campeonato Mundial de Roma em 2022, bronze no Campeonato NORCECA de 2022.Na temporada de 2023, compôs dupla com Trevor Crabb, obtendo os quintos lugares nos Challenges de La Paz (México), Saquarema e Jūrmala, sendo campeões no Challenge de Espinho e vice-campeões no Challenge Haikou.Juntos disputaram a edição do Campeonato Mundial de Vôlei de Praia de 2023 nas cidades mexicanas de Tlaxcala de Xicohténcatl,  Apizaco e Huamantla terminaram em quarto lugar.

## Títulos e resultados
- Challenge de Espinho do Circuito Mundial de 2023
- 2* de Rubavu  do Circuito Mundial de 2021
- Challenge de Haikou do Circuito Mundial de 2023
- 2* de Kuala Lumpur do Circuito Mundial de 2019
- Grand Slam de São Petersburgo do Circuito Mundial de 2015
- Grand Slam de Long Beach do Circuito Mundial de 2014
- 4* do Rio de Janeiro do Circuito Mundial de 2017
- Aberto de Xiamen do Circuito Mundial de 2014
- Campeonato Mundial de 2023
- Campeonato Mundial de 2022
- Campeonato Mundial de 2015